# Леон Вітан-Дубейковський
Леон Вітан-Дубейковський або Леон Дубейковський, повне ім'я Леон Іванович Вітан-Дубейковський (біл. Лявон Іванавіч Дубейкаўскі; 7 (19) липня 1869, Дубейково Мстиславського повіту — 6 листопада 1940, Вільнюс) — білоруський політичний і громадський діяч, поет, інженер-будівельник, архітектор.

## Біографія
Народився 7 (19) липня 1869 в селі Дубейково Мстиславського повіту Могильовської губернії в родині дрібного шляхтича Яна Дубейковського і Агафії з роду Деружинських. Древній дворянський рід Дубейковських бере свій початок приблизно з XIV ст., від часів існування Мстиславського удільного князівства. Колись багатий рід, під час поділів Речі Посполитої збіднів і занепав. Охрещений був у храмі Успіння Пресвятої Богородиці в Мстиславі.
Подорослішавши, Дубейковський почав збирати білоруський фольклор, самостійно опрацьовував усну народну творчість, пробував писати сам. На початку 1890-х рр. написав байку «Потягне вовк — потягнуть і вовка» і вірш «Буря».
Закінчив Мстиславське міське училище. У 17 років, всупереч волі батьків, які пропонували йому йти в писарі, Леон Дубейковський вирушив до Варшави і вступив на навчання на будівельника в школу будівельних ремесел. Щоб заробляти гроші на навчання і проживання, вечорами підробляв на будівництві.

### Початок професійної діяльності
Через два роки, маючи вже диплом професійного будівельника, повернувся на батьківщину. Від початку 1890-х рр. Дубейковський керував відновленням католицьких храмів в Мстиславі, Могильові, Орші, Кричеві, Чечерську, в селищах Свіслоч Осиповицького повіту і Смоляни Оршанського повіту. Під час реконструкції Смолянского костелу йому пощастило працювати разом з відомим архітектором Леоном Даукші, знайомство з яким багато в чому визначило подальший професійний вибір Дубейковського.
У 1894 році виграв патент на будівництво нового кам'яного храму в Смоленську. З 1896 по 1898 керував великою бригадою будівельників, яка виконувала основні роботи зі зведення храму. У 1897 р з метою кращої організації власної будівельної справи він заснував приватне інженерне «Товариство Л. Дубейковський і Ко», яке виконувало будівельні, інженерно-проектні, цементні і реставраційні роботи, а через рік — завод залізобетонних виробів.
За деякий час виїхав на навчання до Петербурга, де через рік, в 1903 році, екстерном склав іспити на звання інженера-архітектора при Інституті цивільних інженерів. Поряд із будівництвом цивільних будівель, на прохання місцевих православних священиків, Дубейковський збудував церкви в Ярцево і Монастирщина Смоленської губернії, які були закінчені в 1903 році. У 1904 році побудував у Вязьмі кам'яний будинок казначейства, а в Смоленську — будівлю міської пошти (не збереглася).
Під час російсько-японської війни і революційних подій 1905―1907 років, коли будівельні підприємства в Російській імперії переживали занепад, Леон Вітан-Дубейковський вирішив закрити свою справу, продав власний завод, поклав гроші в банк і виїхав до Парижа, де в 1907―1909 роках навчався в архітектурній школі, після закінчення в 1910 році отримав звання архітектора-художника.

### Варшавський період

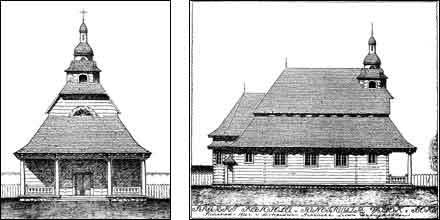
Нереалізований проект костелу в Янатруді Полоцького повіту. Архітектор Л. Дубейковський, 1916

Дубейковський влаштувався на роботу у Варшаві, в приватне архітектурно-будівельне бюро Лільпопа і Янковського. Набравшись за три роки професійного досвіду і склавши потрібний капітал, створив власну проектну фірму з будівництва промислових і житлових будинків. Одночасно викладав будівельну справу у Варшавському середньому промислово-технологічному училищі інженера Петровського. За його проектом була побудована фабрика братів Рингів, кілька прибуткових будинків у Варшаві. Входив до складу Кола архітекторів у Варшаві (пол. Koło architektów w Warszawie). Етапною для нього стала робота над приватним проектом палацового ансамблю по вул. Флора, 7 у Варшаві, який він виконав в стилі європейського модерну. Для будівництва архітектурного комплексу на початку 1914 році були проведені підготовчі роботи, але у зв'язку з початком Першої світової війни подальша праця припинилася.
Постійно виписував білоруську пресу і літературу, листувався з редакціями газети «Наша Нива» і католицьким тижневиком «Biełarus». Кілька разів відвідував Вільнюс, де близько познайомився з лідерами білоруського національного руху: братами Луцкевич, Вацлавом Івановским, Володимиром Сталигвою, о. Франциском Будько та ін. Допомагав матеріально видавничій групі «Загляне сонце і в наше віконце».
Восени 1916 року Дубейковський приїхав до Петербурга, де отримав несподівану пропозицію від о. Франциска Будько зробити проект білоруського костелу в Янатруді. Завдяки клопотанню єпископа Едварда Роппа Франциск Будько домігся затвердження проекту від офіційної російської влади, але лютнева революція 1917 року перешкодила планам священика.

### Участь у білоруському національному русі
Період від 1917 року Дубейковський повністю віддав білоруській національній справі. До Білорусі він переїхав незадовго до більшовицького перевороту, знайшовши притулок у маєтку Михавці під Радошковичами в садибі білоруського літератора і політичного діяча Олександра Власова. У 1917 році ― член Білоруського національного комітету в Мінську.
З 1 червня 1918 року постановою Народного Секретаріату Білорусі Леон Вітан-Дубейковський був затверджений головним урядовим архітектором Білоруської Народної Республіки. Він почав розробляти зразки державних національних нагород (ескізи цих зразків зберігаються в Білоруському державному архіві-музеї літератури і мистецтва). За завданням уряду БНР влітку того ж року архітектор завершив проект будівлі Першої білоруської національної гімназії в Будславі. Отримавши урядову грошову субсидію, Дубейковський сам особисто туди поїхав і очолив будівництво. Але польська окупація не дозволила йому завершити розпочатої справи. За наказом нової адміністрації Будславска білоруська гімназія була ліквідована як «притулок більшовизму».
Щоб посприяти порозумінню польської і білоруської інтелігенції, він став одним з ініціаторів створення восени 1919 Польсько-білоруського товариства, до якого увійшли княгиня Магдалена Радзивілл, граф Єжи Чапський, Едвард Войнілович та інші відомі особистості. Твердо тримаючись ідеї незалежності Білорусі, Дубейковський сміливо виступав в білоруській пресі проти польського шовінізму. Вступив до лав Білоруської соціал-демократичної партії.
Знаючи хороші зв'язки Дубейковського у Варшаві, голова Ради міністрів БНР Антон Луцкевич затвердив його 15 червня 1919 року на посаду консула білоруського уряду в Польщі. На той час Дубейковський обіймав посаду архітектора в м. Янові Люблінського воєводства, але залишив прибуткове місце і виїхав до польської столиці захищати інтереси Білорусі. У жовтні 1919 року він ініціював створення Білоруського комітету у Варшаві, виконував обов'язки його голови. Після еміграції Ради БНР працював в білоруському представництві у Варшаві 1919―1922.

### Віленський період

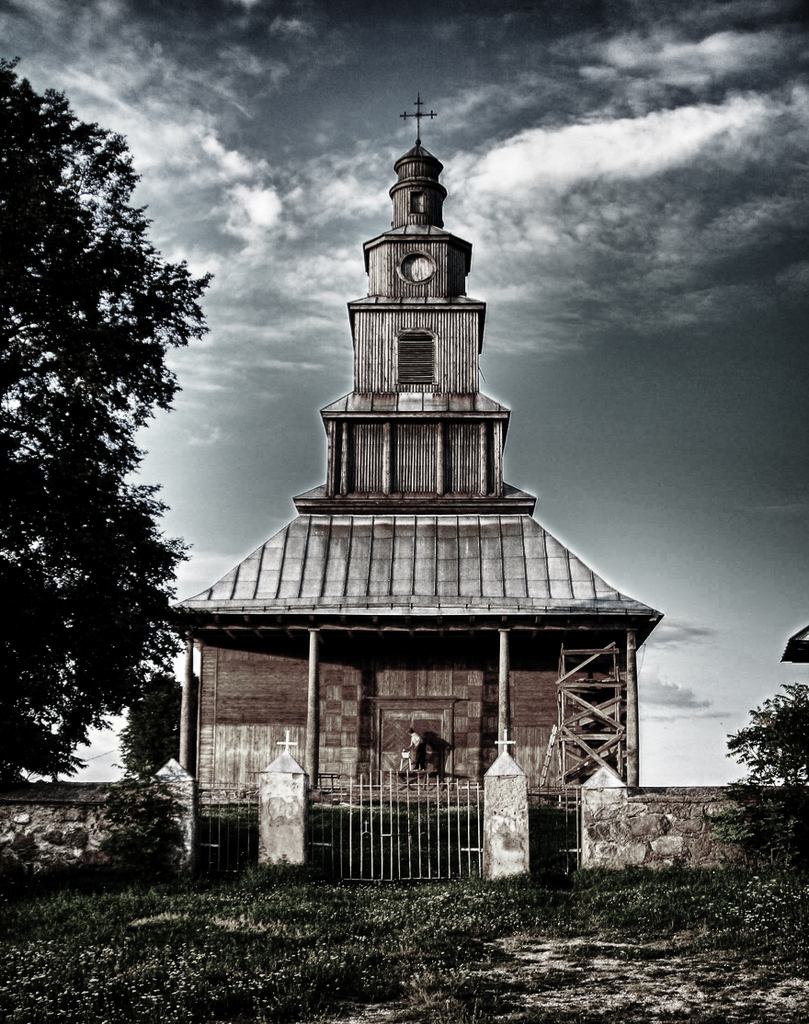
Костел святих Петра і Павла в Дрисвятах Вітебської області, збудований у 1929 р. за проектом Л. Дубейковського

Від 1922 року жив у Вільнюсі, одружився з Юліаною Менке. Був президентом білоруської католицької парафії Святого Миколая, діячем Білоруського інституту господарства і культури. Брав участь у виданні газети «Білоруський фронт». Займався архітектурно-будівельними роботами, між іншим проектував церкву в селищі Відзи і костел в Дрисвятях. За участь у білоруському національному русі був переслідуваний польською владою.
Помер 6 листопада 1940 року у вже окупованому радянськими військами Вільнюсі. Похований на Вільнюському кладовищі Росса (Расу).